# André Luíz Baracho
André Luíz Baracho (født 15. juli 1980) er en tidligere brasiliansk fodboldspiller.
Han har spillet for flere forskellige klubber i sin karriere, herunder Oita Trinita og Sagan Tosu.